# Ядерна бомба Mark 13
Ядерна бомба Mark 13 і її варіант, ядерна боєголовка W-13 для Redstone BM і Snark CM, були експериментальною ядерною зброєю, розробленою Сполученими Штатами з 1951 по 1954 рік. Конструкція Mark 13 була заснована на попередній конструкції ядерної бомби Mark 6, яка, у свою чергу, була заснована на ядерній бомбі Mark 4 і ядерній бомбі Mark 3, використовуваних наприкінці Другої світової війни.

## Опис
Бомба Mark 13 була майже такого ж розміру, як ядерна бомба Mark 6, з якої вона була розроблена; 150 см у діаметрі та 320 см завдовжки, вагою 3300 кг. Боєголовка W-13 була дещо меншою — приблизно 145 см у діаметрі та 250 см завдовжки, з вагою 2700 кг до 2900 кг.
У конструкції Mark 13 використовувалася 92-точкова система ядерної імплозії (див. конструкції ядерної зброї). Подібна 92-бальна система була використана в більш пізніх варіантах зброї Mark 6.

## Тестування
Конструкцію ядерної бомби Mark 13 було випробувано принаймні один раз під час випробування операції «Апшот–Кнотол Гаррі», проведеного 19 травня 1953 року. Розрахункова потужність цього випробування склала 32 кілотонни.

## Розгортання
Коли Mark 13 наближався до виробництва, прогрес у розробці термоядерної зброї, зокрема термоядерний тест Айві Майка в листопаді 1952 року, зробив Mark 13 застарілим. Розробка тривала для дослідницьких цілей (випробувальний постріл Апшот-Кнотол Гаррі був зроблений через кілька місяців після першого термоядерного випробування в Айві Майку) і в двох варіантах конструкції, але власне Mark 13 так і не було розгорнуто. Версія бомби Mark 13 була скасована в серпні 1953 року, а версія з боєголовкою W-13 була скасована у вересні 1953 року.

## Варіанти

### Маrк 18
Ядерна бомба Mark 18, також відома як Super Oralloy Bomb (SOB), використовувала 92-точкову систему імплозії Mark 13, але інше розщеплюване ядро з приблизно 60 кілограмами високозбагаченого урану (Oralloy). Це була найбільша ядерна бомба на чистому діленні з коли-небудь випробуваних, з потужністю понад 500 кілотонн. Mark 18 випускався в помірних кількостях (90 одиниць) і знаходився на озброєнні з 1953 по 1956 рік.

### Маrк 20
Ядерна бомба Mark 20 була запланованою наступницею Mark 13, яка включала деякі вдосконалення в її конструкцію. Дослідження були припинені одночасно з Марком 13.
Mark 20 був такого ж розміру, як Mark 13, але важив лише 2900 кг.

## Дивись також
- Ядерна бомба Mark 18
- Ядерна бомба Mark 6
- Ядерна бомба Mark 4
- Ядерна бомба Mark 3 Товстун